# SCG 004
Scuderia Cameron Glickenhaus SCG 004 — спорткар, разработанный и выпускаемый американским автопроизводителем Scuderia Cameron Glickenhaus LLC. После SCG 003, это вторая модель производителя Scuderia Cameron Glickenhaus LLC.
SCG 004S был представлен в ноябре 2017 года. Серийная версия была представлена в августе 2020 года, после чего в Коннектикуте было объявлено о начале производства в октябре 2020 года.

## Варианты

### SCG 004S
004S или «Stradale» — дорожная версия 004. 004S имеет ретро-дизайн, напоминающий старые суперкары, такие как Maserati MC12 (2004) или Ferrari P4/5 by Pininfarina (2006). Особенностью является расположение трёх пассажирских сидений и одного водительского сидения в центральном положении.

### SCG 004C

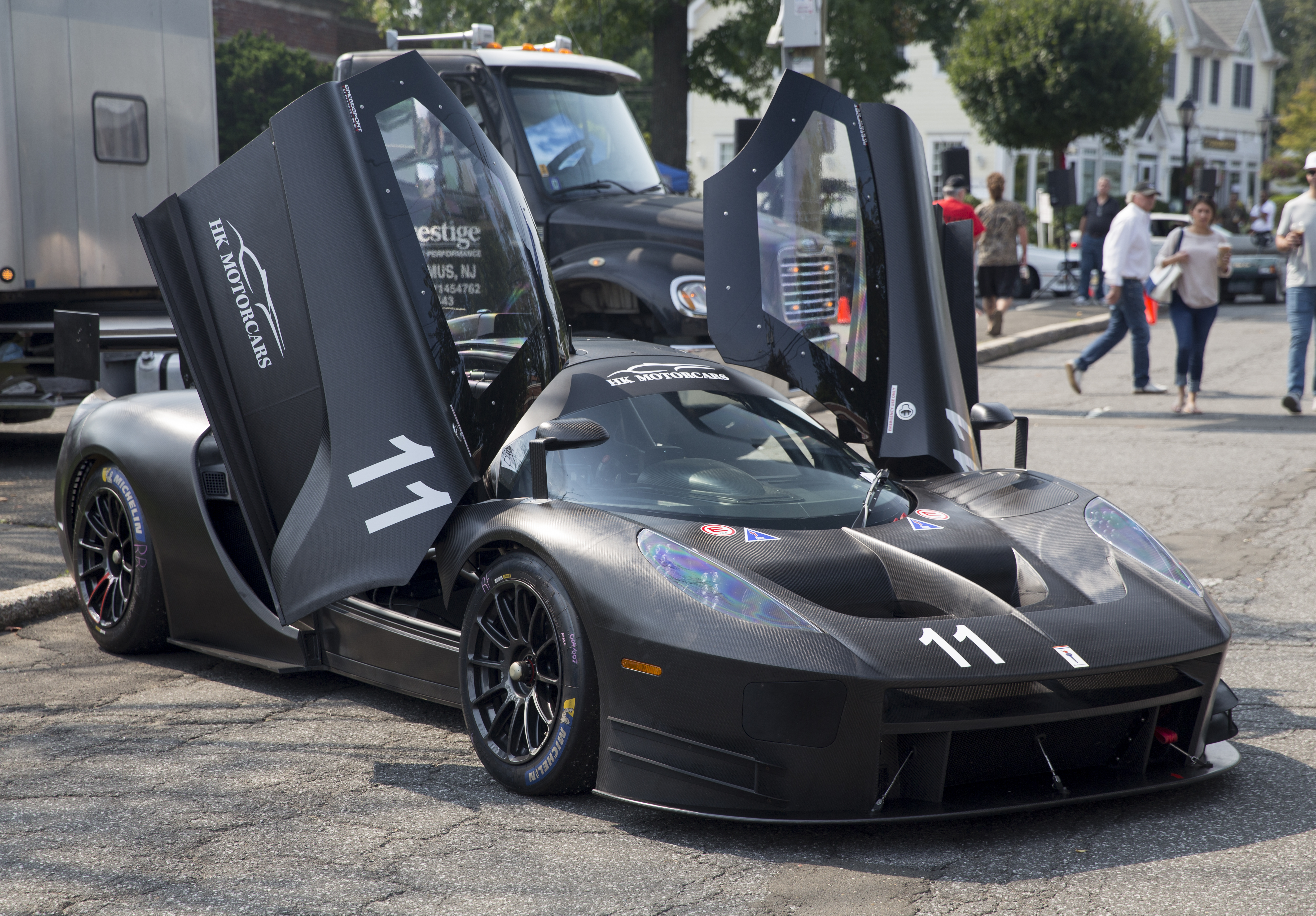
SCG 004C

SCG 004C или «Competizione» — гоночный вариант серии 004. Он оснащён 6,2-литровым атмосферным двигателем LT4 V8, разработанным компанией Autotechnica Motori. Автомобиль дебютировал в 2020 году в гонке 24 часа «Нюрбургринга» и финишировал 14-м в общей сложности. В 2022 году было подтверждено, что Гликенхаус стремится к тому, чтобы автомобиль дебютировал в Ле-Мане в классе GT3 в 2024 году.

### SCG 004CS
SCG 004CS или «Competizione Stradale» — версия, которая может переключаться между дорожными и гоночными конфигурациями. Эта версия может ездить по дороге, но с несколькими простыми модификациями становится омологированным гоночным автомобилем, который может быть автомобилем для трек-дня. Автомобиль оснащён двигателем V8 с наддувом, который, как сообщается, может развивать мощность около 634 кВт (850 л. с.).